# سعدي ياسين
محمد سعدي ياسين الملقب بالصباغ (1319- 1396 هـ/ 1901- 1986 م) عالم مسلم سني، فقيه وداعية وشاعر سوري، من حي المَيدان بدمشق. وعضو سابق في رابطة العالم الإسلامي.

## سيرته
ولد محمد سعدي بن أسعد بن عبد المجيد ياسين الملقب بالصباغ، في حي المَيدان بدمشق، سنة 1319هـ/ 1901م. 
تعلم الخط والعلوم الشرعية، اشتغل بالتجارة ومع اندلاع الثورة السورية هاجر إلى بيروت حيت أتمَّ حفظ القرآن الكريممع عمله بالتجارة والتدريس بجمعية المقاصد، ثم انتقل إلى مكة المكرمة للعمل في التعليم، ثم عاد إلى بيروت بطلب من مفتيها، فاستأنف التدريسَ بجمعية المقاصد، وعمل خطيبًا بالمساجد ودرَّس في الكلية الشرعية الإسلامية اللبنانية.
تولَّى أمانة السرِّ بالمجلس الشرعي الإسلامي الأعلى، وكان مشرفًا على الطلاب السعوديين بالجامعة الأمريكية ببيروت بتكليف من الحكومة السعودية. وكان عضوًا في عدد من الجمعيات الخيرية.

## مؤلفاته
- النبوة إصلاح تقتضيه رحمة الله
- الإيضاح في تاريخ الحديث وعلم الإصلاح
- شرف العفاف
- أوضح البحث في إثبات البعث
- المقاصد للنووي
- مختصر البرهان
- الدليل القوي على أمية وعظمة النبي
- الإسلام وارتياد القمر

## وفاته
توفي في بيروت سنة 1396هـ/  1986م، ودُفن فيها.